# Pla de Londres
El Pla de Londres (London Plan) és un document escrit per l'alcalde de Londres, Regne Unit, i publicat per l'Autoritat del Gran Londres. El pla va ser publicat el 10 de febrer de 2004.
| Sub regió | Districtes de Londres                                                                                                | Població (2001) | Subregions del pla de Londres |
| --------- | --- | --------------- | ----------------------------- |
| Central   | Camden, Kensington & Chelsea, Islington, Lambeth, Southwark, Wandsworth, Westminster                                 | 1,525,000       | Subregions del pla de Londres |
| East      | Barking & Dagenham, Bexley, City of London, Greenwich, Lewisham, Hackney, Havering, Newham, Redbridge, Tower Hamlets | 1,991,000       | Subregions del pla de Londres |
| North     | Barnet, Enfield, Haringey, Waltham Forest                                                                            | 1,042,000       | Subregions del pla de Londres |
| South     | Bromley, Croydon, Kingston, Merton, Richmond, Sutton                                                                 | 1,329,000       | Subregions del pla de Londres |
| West      | Brent, Ealing, Hammersmith & Fulham, Harrow, Hillingdon, Hounslow                                                    | 1,421,000       | Subregions del pla de Londres |